# C. J. Fair
Carl Keith "C. J." Fair, né le 13 septembre 1991 à Baltimore au Maryland, est un joueur américain de basket-ball.

## Biographie
Le 22 juillet 2016, il s'engage avec le CSP Limoges.